# Ушева къща
Ушевата къща, позната и като Молеровата къща, е възрожденска къща, паметник на културата в град Банско, България. Разположена е в ансамбъла на улица „Пирин“ – на ъгъла на „Пирин“ с улица „Симеон Молеров“.
Къщата е построена в 1850 година от хаджи Тодор Ушев. Сградата спада към типа на разложко-чепинската къща, като по-конкретно е със спецификите на банската укрепена къща. Дъщерята на Тодор Ушев, Катерина, се омъжва за Вишан Молеров и живее в къщата след смъртта на съпруга си. След 1913 година в къщата започва да живее и синът им, Симеон Вишанов Молеров, откъдето идва и другото име на къщата.
Сградата е издигната под тъп ъгъл на две улици – „Пирин“ и „Симеон Молеров“ – и е на два етажа. По-голямата част от първия етаж е заета от дюкян - бакалница или кръчма. От дюкяна се влиза в месилника и в малкия зимник, който е свързан със скривалище вдясно. В малкия зимник може да се влезе и директно през врата от двора. Има по два бойника в скривалището, дюкяна и зимника. Скривалището е свързано с укрепена стая на втория етаж чрез вътрешна стълба и подвижен капак. От двора към втория етаж води външна дървена стълба. На втория етаж има покрит чардак, който е отворен към юг и е с два реда резбовани дървени колони. На север и североизток са стая, гостна, къщито, укрепена стая и още една по-късно оформена чрез преграждане на част от чардака стая – всички те са свързани с вътрешни врати. В тях без укрепената стая се влиза от чардака през малки врати. Прозоречните отвори са малки, имат железни решетки и са обрамчени с тухли. В гостната има вграден долап, а таванът е дъсчен, резбован с овчарска резба. Вграден долап има и в къщито.
Външните стени и укрепеното ядро са с каменен градеж, а преградните стени са паянтови.